# 蓋辛·瓊斯
蓋辛·瓊斯（英語：Gethin Jones；1978年2月12日—）是英國的一位電視節目主持人In 2004, as part of a challenge on the show, he learned how to fly a plane and gained his pilot's licence.，同時也是一位橄欖球運動員。從2005年開始，他成為BBC兒童節目藍色彼得的第31任主持人。他也是一位埃弗頓的球迷。